# ویلیام بوئینگ
ویلیام ادوارد بوئینگ (به انگلیسی: William Boeing) (زاده ۱ اکتبر ۱۸۸۱ - درگذشته ۲۸ سپتامبر ۱۹۵۶) صنعتگر پیشتاز آمریکایی و پایه‌گذار شرکت هواپیماسازی بوئینگ است. هم اینک خانواده بوئینگ به عنوان یکی از ۱۰ خانواده برتر ثروتمند جهان شناخته می‌شود.

## زندگی‌نامه
بوئینگ در شهر دیترویت ایالت میشیگان در یک خانواده آلمانی‌تبار ثروتمند زاده شد. وی پس از سه سال تحصیل در دانشگاه ییل، ترک تحصیل نموده و در سال۱۹۰۳ به کار پدری خود، یعنی خرید و فروش الوار روی آورد. او که در کنار مدیریت شرکت چوب خود تجربیاتی در طراحی قایق نیز داشت، پس از بازدید از یک نمایشگاه در سیاتل، واشینگتن و دیدن ماشین پرنده برای نخستین بار شیفته هواپیما شد. در سال ۱۹۱۶ وی شرکت تولیدات هوایی پاسیفیک را بنیان نهاد. در آوریل سال ۱۹۱۷ و هم‌زمان با ورود ایالات متحده به جنگ جهانی اول او نام شرکت خود را به بوئینگ تغییر داد و سفارش ساخت ۵۰ فروند هواپیما از نیروی دریایی آمریکا دریافت کرد. پس از پایان جنگ بوئینگ به ساخت هواپیماهای تجاری روی آورد اما نهایتاً در سال ۱۹۳۴ بخاطر "ماجرای رسوایی شرکت های پست هوایی" و برای حفظ آبروی خود، برای همیشه از صنعت هوانوردی کناره گرفت و باقی عمرش را در مزرعه خصوصی خود به پرورش اسب گذراند. ویلیام ادوارد بوئینگ در سال ۱۹۵۶، سه روز پیش از هفتاد و پنجمین زادروزش در قایق تفریحی خود درگذشت.